# Fusciphantes iharai
Fusciphantes iharai là một loài nhện trong họ Linyphiidae.
Loài này thuộc chi Fusciphantes. Fusciphantes iharai được Kendo Saito miêu tả năm 1992.